# توین کولمن
توین کولمن (انگلیسی: Tevin Coleman؛ زادهٔ ۱۶ آوریل ۱۹۹۳) بازیکن فوتبال آمریکایی اهل ایالات متحده آمریکا است.